# 26 Dywizja Piechoty Obrony Krajowej
26 Dywizja Piechoty Obrony Krajowej (k. k. 26. LITD) – dywizja piechoty cesarsko-królewskiej Obrony Krajowej.

## Historia dywizji
W 1894 roku w Komendzie Obrony Krajowej w twierdzy Josefov (niem. Jeosphstadt) utworzono stanowisko dywizjoniera Obrony Krajowej, któremu podporządkowano następujące jednostki:
- Brygada Piechoty Obrony Krajowej w Jeosphstadt,
  - 11 Pułk Piechoty Obrony Krajowej w Jiczynie (cz. Jičín),
  - 12 Pułk Piechoty Obrony Krajowej w Čáslav (niem. Časlau),
- Brygada Piechoty Obrony Krajowej w Litomierzycach (niem. Leitmeritz),
  - 9 Pułk Piechoty Obrony Krajowej w Litomierzycach,
  - 10 Pułk Piechoty Obrony Krajowej w Mladá Boleslav (niem. Jungbunzlau)[1].

1 października 1913 roku w Terezinie (niem. Theresienstadt) został utworzony Dywizjon Armat Polowych Obrony Krajowej Nr 26, który podporządkowano komendantowi dywizji.
W 1914 roku w skład dywizji wchodziła:
- Komenda 26 Dywizji Piechoty Obrony Krajowej w Litomierzycach,
- 51 Brygada Piechoty Obrony Krajowej w Vysoké Mýto (niem. Hohenmauth),
  - 11 Pułk Piechoty Obrony Krajowej w Jiczynie,
  - 12 Pułk Piechoty Obrony Krajowej w Čáslav,
  - 30 Pułk Piechoty Obrony Krajowej w Vysoké Mýto,
- 52 Brygada Piechoty Obrony Krajowej w Litomierzycach,
  - 9 Pułk Piechoty Obrony Krajowej w Litomierzycach,
  - 10 Pułk Piechoty Obrony Krajowej w Mladá Boleslav,
- Dywizjon Armat Polowych Obrony Krajowej Nr 26 w Terezinie,
- Dywizjon Haubic Polowych Obrony Krajowej Nr 26 w Litomierzycach[3].

## Obsada personalna
Dywizjonierzy Obrony Krajowej i komendanci dywizji
- FML Otto Morawetz von Klienfeld (1894[4] –)
- FML Ferdinand Mayer (– 1 XI 1900 → stan spoczynku[5])
- FML Johann von Friedel (– VIII 1914)
- FML Alois Podhajský (V – XI 1918[6] )